# Dywizja Jerzego Sebastiana Lubomirskiego

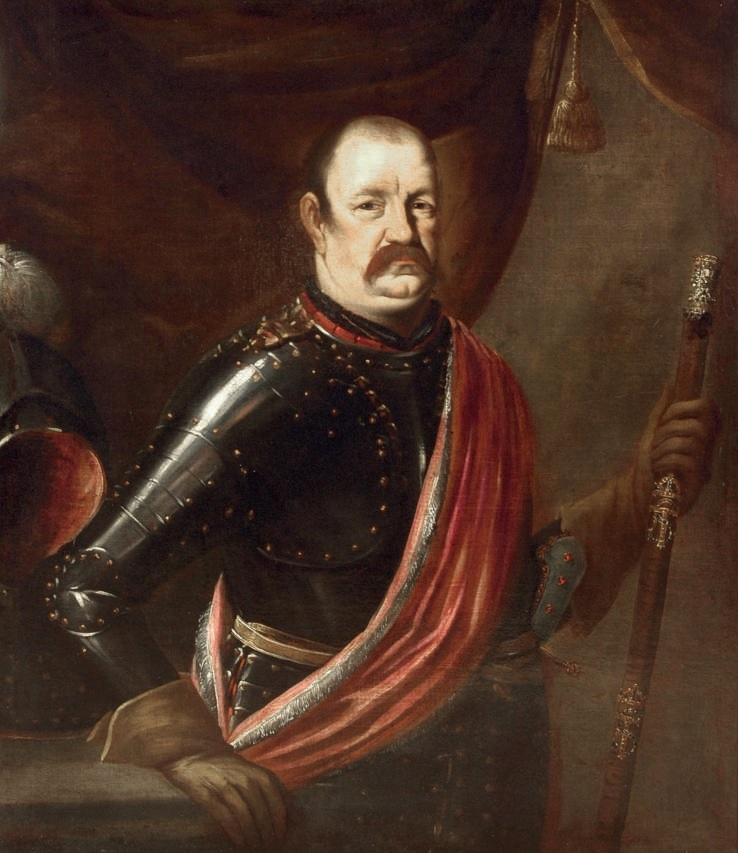
Jerzy Sebastian Lubomirski, hetman polny koronny i dowódca dywizji w 1660

Dywizja Jerzego Sebastiana Lubomirskiego – jednostka organizacyjna wojsk koronnych w połowie XVII wieku.
Dowodził nią hetman polny koronny Jerzy Sebastian Lubomirski.
Była jedną z dwóch dywizji koronnych podczas bitwy pod Cudnowem jesienią 1660 r. (drugą z nich dowodził hetman wielki koronny Stanisław Rewera Potocki).

## Skład podczas bitwy pod Cudnowem 1660
- 6 pułków jazdy narodowego autoramentu,
- 2 regimenty i szwadron rajtarski,
- 9 regimentów piechoty w tym m.in. regiment Krzysztofa Koryckiego w sile 500 porcji,
- 3 regimenty dragonii,
- 2 skwadrony.

Dywizja miała na swoim stanie działa.